# 万东医疗
北京万东医疗科技股份有限公司，簡稱万东医疗（上交所：600055），是一家中国医疗器械公司。

## 历史
1955年建廠及成立，前身为北京医疗仪器厂。主要業務数字影像设备工场、磁共振产品工场、核心部件工场、X光儀器等產品最多。
其股份自改制後，於1997年在上海證券交易所上市。現時董事長吴光明。2008年，被華潤集團旗下的華潤醫藥收購。2015年被鱼跃医疗收购。

## 外部連結
- 北京万东医疗科技股份有限公司（页面存档备份，存于）